# Uzunyurt
Uzunyurt est un village de Turquie situé dans la province de Muğla dans le district de Fethiye. Sa population était de 484 habitants en 2012.